# Panthera pardus nimr
El leopardo de Arabia (Panthera pardus nimr) es una subespecie de leopardo en gravísimo peligro de extinción. Recientes estudios estiman que la población de esta subespecie de leopardo se sitúa en algo más de 250 ejemplares distribuidos a su vez en tres subpoblaciones: península arábiga (Yemen y Omán) y en el desierto del Néguev en Israel. En esta última localización su población estaría por debajo de los 20 ejemplares, considerándose en vías claras de extinción, tanto por su reducido número como por los cruces entre sujetos directamente emparentados, lo que supone la probable aparición en el futuro de problemas genéticos y enfermedades congénitas. 
El leopardo de Arabia es el más pequeño de los leopardos; los machos adultos rara vez superan los 30 kilos y las hembras se sitúan en torno a los 20. Su longitud ronda los 1,3 metros. Se alimenta de pequeños mamíferos como liebres, damanes e íbices de Nubia. Algunos de ellos también han visto reducido su número, lo cual ha perjudicado directamente a los leopardos que ven cómo sus presas naturales escasean.
Como en el caso de sus parientes africanos, son animales solitarios salvo en el periodo de reproducción, diferenciándose de estos últimos, pues el leopardo de Arabia tiene matices más claros de piel.
Desaparecido de Jordania y cerca de estarlo en Israel, Yemen trata, mediante la captura de ejemplares para su cría controlada y posterior devolución a su estado salvaje, de aumentar y preservar la especie. A pesar de ello se considera que sigue estando fuertemente amenazada por diversos factores como la reducción de su hábitat, la cada vez menor población de sus presas naturales y la caza de la que ha sido objeto en muchas ocasiones como simple trofeo deportivo.